# Ларра закаспийская
Ларра закаспийская (лат. Larra transcaspica) — редкий пустынный вид песочных ос (Crabronidae) из рода Larra. Включён в Красную книгу Узбекистана.

## Описание
Средняя Азия: Казахстан, Таджикистан, Туркмения, Узбекистан и Иран. Населяет глинисто-песчаные и солончаковые увлажненные участки в околоводных биотопах пустынь. В Узбекистане отмечен в юго-западных частях Кызылкума, окрестностях Бухары и Хивы. Охотятся на медведок (Gryllotalpa), которых временно парализуют жалом и откладывают на них яйцо. Медведка позднее сама закапывается в землю, где на жертве и происходит дальнейшее развитие личинки осы. Имаго посещают растения из рода гребенщики (Tamarix), из семейства молочайные (Euphorbiaceae), сложноцветные (Asteraceae). Лёт ос отмечен с июня по август. Вид был впервые описан в 1894 году российским энтомологом Фердинандом Фердинандовичем Моравицем (F. Morawitz, 1827—1896). Численность ос повсеместно низкая. Встречается единичными особями. Численность сокращается из-за хозяйственного освоения человеком целинных земель в местах обитания вида.